# William J. Brinkmann
Pour les articles homonymes, voir Brinkmann.
William J. Brinkmann (1874 - 24 février 1911) est un architecte américain.

## Biographie
Fils d'immigrés allemands, il commence sa carrière au sein de l'entreprise Burnham and Root, célèbre pour avoir participé à la construction de nombreux édifices dans la région de Chicago à la fin du XIXe siècle.
Il supervise la construction de l'immeuble de la loge maçonnique de Chicago (Masonic Temple), achevé en 1892. Il s'agit alors de l'un des édifices les plus hauts de la ville de Chicago.
Peu après, il entame un voyage en Europe afin d'y parfaire ses connaissances en matière d'architecture. Revenu aux États-Unis, il s'installe en Californie où il se consacre à la construction de riches demeures pour des personnalités issues du monde de l'industrie ou de la politique.
Néanmoins, il ne tarde pas à revenir s'installer à Chicago, où il se consacre à l'érection de plusieurs églises. Il dessine les plans des églises Saint-Joseph et de Saint-Michel-Archange, dans les quartiers sud de la ville, ainsi que l'église Saint-Josaphat, puis ceux de l'église Sainte-Marie à Buffalo Grove.
Il se consacre ultérieurement à la construction du mausolée des évêques de Chicago, situé dans le cimetière du Mont-Carmel.
Son corps décapité est retrouvé sur une voie ferrée à proximité de la 73e rue, le 24 février 1911, sans que la police n'ait pu établir s'il s'agissait d'un meurtre ou d'un suicide.
Les obsèques de William J. Brinkmann sont célébrées en l'église Saint-Léon, édifice dont il avait lui-même dressé les plans en 1905.